# Detlef Bartvogt
Detlef Bartvogt (* 24. März 1944 in Hannover; † 2. Oktober 2019) war ein Brigadegeneral des Heeres der Bundeswehr.

## Leben
Bartvogt besuchte die Humboldtschule Hannover und absolvierte eine Berufsausbildung zum Bankkaufmann in Hannover. Am 1. Oktober 1962 trat er bei der Feldjägerausbildungskompanie 441 in Hannover in die Bundeswehr ein und wurde zum Offizier des Truppendienstes der Reserve der Feldjägertruppe ausgebildet. Er wechselte in die Laufbahn der Offiziere des Truppendienstes der Panzergrenadiertruppe und wurde im Juli 1964 Leutnant. 1965 und 1966 wurde er an der Heeresoffizierschule II in Hamburg ausgebildet und hatte bis 1970 Verwendungen als Zugführer und in Stäben an den Standorten Kiel, Plön und Hamburg. Von 1970 bis 1973 war er Kompaniechef der 2. Kompanie des Transportbataillons Sonderwaffen 81 in der Hümmling-Kaserne in Werlte und im Panzergrenadierbataillon 71 in der Hinrich-Wilhelm-Kopf-Kaserne in Altenwalde. In Werlte war er für die äußere Sicherung der Kernwaffen im Sondermunitionslager Lahn verantwortlich, die im Rahmen der nuklearen Teilhabe dort gelagert waren. Die 552nd U.S. Army Artillery Group in der Mühlenberg-Kaserne in Sögel war für die innere Sicherung zuständig. Von 1974 bis 1977 war er Lehroffizier für Innere Führung und Recht an der Schule Technische Truppe 2 in Bremen und war von 1977 bis 1978 Kompaniechef der Bundeswehrfachschul-Kompanie Bremen.
Als einer der wenigen späteren Generale absolvierte Bartvogt keine zweijährige Ausbildung zum Offizier im Generalstabsdienst an der Führungsakademie der Bundeswehr in Hamburg. Von 1978 bis 1980 war er Offizier für Innere Führung im Stab der 7. Panzergrenadierdivision in Unna, von 1980 bis 1982 als Kompaniechef der Stabs- und Versorgungskompanie des Panzergrenadierbataillons 152, das zum 1. Oktober 1981 in das Panzerbataillon 154 umgegliedert wurde, von 1982 bis 1985 als stellvertretender Bataillonskommandeur des Panzergrenadierbataillons 43 in Göttingen und von 1985 bis 1986 als Stabsoffizier für Personal (S1) der Panzergrenadierbrigade 16 in Wentorf bei Hamburg. Vom 21. Juni 1986 bis 31. März 1989 war er Bataillonskommandeur des Panzergrenadierbataillons 332 in Wesendorf, von 1989 bis 1991 Generalstabsoffizier für Personalführung und Innere Führung (G1) der 7. Panzerdivision (ehemals 7. Panzergrenadierdivision) in Unna, von 1991 bis 1993 Personalreferent für Panzergrenadiere und Infanterie im Bundesministerium der Verteidigung in Bonn, von 1993 bis 1997 stellvertretender Brigadekommandeur und Kommandeur Brigadeeinheiten der Gebirgsjägerbrigade 23 in Bad Reichenhall, von 1998 bis 1999 Inspizient für die Offizierausbildung im Heer in Köln und von 1999 bis 2000 Referatsleiter Personal im Führungsstab des Heeres in Bonn.
Ab Januar 2001 war Bartvogt stellvertretender Divisionskommandeur und Kommandeur Divisionstruppen sowie stellvertretender Befehlshaber im Wehrbereich II des fusionierten Wehrbereichskommandos II/1. Panzerdivision in Hannover. Nachdem die Fusionierung wieder aufgelöst worden war, blieb er ab Juli 2001 stellvertretender Divisionskommandeur und Kommandeur Divisionstruppen der 1. Panzerdivision in Hannover. Mit Ablauf des März 2005 wurde er in den Ruhestand versetzt.
Bartvogt war evangelisch und ledig. Er starb 2019.